# 1575 Вініфред
1575 Вініфред (1575 Winifred) — астероїд головного поясу, відкритий 20 квітня 1950 року.
Тіссеранів параметр щодо Юпітера — 3,398.